# Epania subchalybeata
Epania subchalybeata är en skalbaggsart som beskrevs av Miwa 1931. Epania subchalybeata ingår i släktet Epania och familjen långhorningar.
Artens utbredningsområde är Taiwan. Inga underarter finns listade i Catalogue of Life.